# كلارك دوناتلي
كلارك دوناتلي (بالإنجليزية: Clark Donatelli)‏ هو لاعب هوكي الجليد أمريكي، ولد في 22 نوفمبر 1965 في بروفيدنس في الولايات المتحدة.

## وصلات خارجية
- كلارك دوناتلي على موقع دوري الهوكي الوطني (الإنجليزية)
- كلارك دوناتلي على موقع قاعة مشاهير الهوكي (لاعب أن.إتش.أل) (الإنجليزية)
- كلارك دوناتلي على موقع EliteProspects.com (الإنجليزية)
- كلارك دوناتلي على موقع Eurohockey.com (الإنجليزية)
- كلارك دوناتلي على موقع HockeyDB.com (الإنجليزية)
- كلارك دوناتلي على موقع Hockey-Reference.com (الإنجليزية)
- كلارك دوناتلي على موقع أوليمبيديا (الإنجليزية)